# Arriva la zia d'America
Arriva la zia d'America è un film del 1956 diretto da Roberto Bianchi Montero. Due anni dopo è stato realizzato una sorta di seguito: La zia d'America va a sciare

## Trama
La signora Tecla Camarano, vedova di un napoletano emigrato in America, che le ha lasciato notevoli ricchezze, è in viaggio alla volta di Napoli, accompagnata dal fratello Guglielmo e dalla nipote Gilda.
I cognati napoletani la attendono con ansia, sperando che Tecla li sollevi dalla povertà: Dante suona in un ristorante, suo figlio Carlo canta; Addolorata fa la portinaia in una casa signorile. Per timore che i parenti le succhino il denaro, Tecla dà loro ad intendere di essere povera. Essi invece, per non sfigurare di fronte alla parente ritenuta ricchissima, si danno l'aria di essere dei gran signori.
Benché Carlo si sia dichiarato contrario a questa linea di condotta, Dante, d'accordo con Addolorata, s'è installato in un appartamento di proprietà dell'amministratore del palazzo, recatosi per qualche giorno fuori di città. Ora i falsi ricchi restano delusi, ma intanto Carlo e Gilda hanno fatto amicizia e stanno sempre insieme.
Un giorno Tecla, in un momento di distrazione, rivela di essere molto ricca, questo fa molto piacere al parentado; ma Carlo se ne dispiace, perché pensa che Gilda abbia voluto ingannarlo per procurarsi una breve avventura sentimentale. Così tra i due giovani, che incominciavano a volersi bene, è sorta una piccola nube; ma interviene con la consueta autorità la zia Tecla e ristabilisce la pace tra i due cugini, che decidono di sposarsi. È giunto intanto per Tecla il momento della partenza; ma ella si è resa conto che i parenti nutrono per lei un affetto sincero. Decide quindi di vendere le proprietà, che ha in America per tornare a Napoli, dove si stabilirà definitivamente.